# أحمد بن نصر الشذائي
أبو بكر أحمد بن نصر بن منصور الشذائي (وتوفي سنة 373هـ) هو إمام في القراءات واللغة العربية.
اسمه الكامل هو أبو بكر أحمد بن نصر بن منصور بن عبد الحميد بن عبد المنعم الشذائي البصري. ذكره شمس الدين الذهبي ضمن علماء الطبقة الثامنة من حفاظ القرآن، كما ذكره ابن الجزري ضمن علماء القراءات. وقد نقل أبو عمرو الداني في كتاب "التحديد" كثيرا من النصوص عن الشذائي.
أخذ القراءة عن عدد من العلماء منهم عمر بن محمد بن نصر الكاغدي والحسن بن بشار بن العلاف وابن مجاهد وابن الأخرم ومحمد بن عبد الله بن جعفر الحربي وابن شنبوذ ونفطويه ومحمد بن أحمد الداجوني الكبير وأبو مزاحم موسى الخاقاني وإسحاق بن أحمد النحوي ومحمد بن موسى الزينبي وغيرهم كثير.
تصدر أبو بكر الشذائي إلى تعليم القرآن واشتهر بالثقة وصحة الضبط والاتقان وذاع صيته بين المسلمين وأقبل عليه طلاب العلم وتتلمذ عليه الكثيرون. وفي مقدمة من أخذ عنه القراءة أبو الفضل الخزاعي وأحمد بن عثمان بن جعفر المؤدب والحسن بن علي الشاموخي وأبو عمرو البصري ومحمد بن القاسم التكريتي ومحمد بن الحسين الكارزيني وعلي بن جعفر السعيدي وغيرهم كثير.
توفي بالبصرة سنة 373هـ.